# What a Long Strange Trip It's Been
What a Long Strange Trip It's Been je kompilační album skupiny Grateful Dead, vydané v roce 1977, původně u Warner Bros. Records. Reedice v roce 2009 vyšla u Rhino Records.

## Seznam skladeb
| Strana 1 | Strana 1             | Strana 1                                        | Strana 1 |
| Pořadí   | Název                | Autor                                           | Délka    |
| -------- | -------------------- | ----------------------------------------------- | -------- |
| 1.       | New Minglewood Blues | traditional, připisován McGannahan Skjellyfetti | 2:34     |
| 2.       | Cosmic Charlie       | Hunter, Garcia                                  | 5:30     |
| 3.       | Truckin'             | Hunter, Garcia, Lesh, Weir                      | 5:03     |
| 4.       | Black Peter          | Hunter, Garcia                                  | 7:27     |
| 5.       | Born Cross-Eyed      | Grateful Dead                                   | 2:55     |

| Strana 2 | Strana 2            | Strana 2       | Strana 2 |
| Pořadí   | Název               | Autor          | Délka    |
| -------- | ------------------- | -------------- | -------- |
| 1.       | Ripple              | Hunter, Garcia | 4:10     |
| 2.       | Doin' That Rag      | Hunter, Garcia | 4:40     |
| 3.       | Dark Star           | Hunter, Garcia | 2:41     |
| 4.       | High Time           | Hunter, Garcia | 5:12     |
| 5.       | New Speedway Boogie | Hunter, Garcia | 4:05     |

| Strana 3 | Strana 3        | Strana 3             | Strana 3 |
| Pořadí   | Název           | Autor                | Délka    |
| -------- | --------------- | -------------------- | -------- |
| 1.       | St. Stephen     | Hunter, Garcia, Lesh | 5:22     |
| 2.       | Jack Straw      | Hunter, Weir         | 4:48     |
| 3.       | Me and My Uncle | Phillips             | 3:03     |
| 4.       | Tennessee Jed   | Hunter, Garcia       | 7:11     |

| Strana 4       | Strana 4            | Strana 4             | Strana 4 |
| Pořadí         | Název               | Autor                | Délka    |
| -------------- | ------------------- | -------------------- | -------- |
| 1.             | Cumberland Blues    | Hunter, Garcia, Lesh | 5:41     |
| 2.             | Playing in the Band | Hunter, Weir, Hart   | 4:38     |
| 3.             | Brown-Eyed Woman    | Hunter, Garcia       | 4:37     |
| 4.             | Ramble On Rose      | Hunter, Garcia       | 6:01     |
| Celková délka: | Celková délka:      | Celková délka:       | 85:38    |

## Sestava
- Jerry Garcia - kytara, zpěv
- Bob Weir - kytara, zpěv
- Ron „Pigpen“ McKernan - klávesy, harmonika, zpěv
- Tom Constanten - klávesy
- Keith Godchaux - klávesy, zpěv
- Donna Jean Godchaux - zpěv
- Phil Lesh - baskytara
- Bill Kreutzmann - bicí
- Mickey Hart - bicí